# Лора Інґлз Вайлдер
Лора Елізабет Інґлз Вайлдер (англ. Laura Elizabeth Ingalls Wilder; 7 лютого 1867, Пепін, Вісконсин, США — 10 лютого 1957, Мансфілд, Міссурі, США) була американською письменницею, найбільше відомою серією дитячих книжок «Маленький будиночок у преріях».

## Життєпис
Лора Елізабет Інґлз народилась 7 лютого 1867 року в графстві Пепін, у штаті Вісконсин в сім'ї Чарльза та Керолайн Інґлзів. Лора була другої дитиною в родині. Крім Лори в Чарльза та Керолайн була старша дочка Мері (народ. в 1865 році), дочка Керолайн (народ. в 1870 році), син Фредді (народ. в 1875 році, помер через 9 місяців після народження), дочка Ґрейс (народ. в 1877 році). В дитинстві Лора багато подорожувала разом із сім'єю, що знайшло відображення в її творах.
Через складні економічні умови у Вісконсині, Чарльз та Керолайн шукали можливості для кращого життя в інших містах. В 1869 році вони продають частку своєї землі в розстрочку та  переїжджають до містечка Індепенденс в штаті Канзас. Пізніше Інґлзи переїжджають до Індіанської території в штаті Канзас, обнадієні чутками, що самовільні поселенці згодом зможуть там отримати землю у власність. Міллер пише, що по суті вони були порушниками, які незаконно оволоділи землею, хоча крім них, було й багато інших таких поселенців-порушників на Індіанській території. В Канзасі Інґлзи жили в атмосфері напруженого протистояння між новими американськими поселенцями та місцевими племенами індіанців. Крім того, ходили чутки, що федеральний уряд буде виселяти американських поселенців з цієї території.
В цей період Інґлзи отримують листа від покупця їхньої землі в Пепіні, в якому він повідомляє, що він не зможе розплатитись за землю, та пропонує повернути їм землю. З цієї нагоди Інґлзи повертаються до Пепіну в 1871 році. Однак, економічна ситуація в Пепіні дещо погіршала, оскільки пройшов бум лісозаготівельної промисловості, а економічний центр перемістився до Лейк-Сіті в Міннесоті, з яким було нове сполучення залізницею, та, де було зручніше висаджуватись з човнів. Крім того, збільшення населення в Пепіні сприяло тому, що ставало все важче полювати в місцевих лісах, що було серйозною проблемою для Чарльза Інґлза, який залежав від оленини, ведмежого м'яса та дичини, щоб прогодувати свою родину.
В цей період діти Інґлзів переважно отримують освіту вдома. Керолайн читала дітям Біблію, інші книжки, а також журнали та газети. Під час перебування Інґлзів в Пепіні старша дочка Мері деякий час відвідувала школу в Баррі Корнері, Вісконсин.
В 1873 році Чарльз продає свою землю в графстві Пепін та разом із братом Пітером та родиною вирушає до Міннесоти. В Міннесоті Пітер зі своєю родиною попрямував на ферму біля селища Саут-Трой, а Чарльз — далі на захід. Там Інґлзи зупинились на фермі норвезького емігранта Елека Нелсона. Чарльз розпитував його з приводу продажу землі в цій місцевості. Нелсон направив Чарльза до іншого норвезького фермера, який хотів продати частину свої землі біля Плам-Крік, однієї з бухт на річці Міссісіпі. Чарльз придбав землю в Плам-Кріку біля Волнат-Грову в Міннесоті.
У Волнат-Грові Лора та Мері відвідували міську школу. Інґлзів спіткала невдача із фермерством, зокрема, через навали сарани. Сім'я Стедменів, з якою вони познайомились в церкві, переїжджала до Берр-Оуку в Айові, де вони збирались придбати готель, та запропонували Інґлзам приєднатись до них в управлінні готелем. Інґлзи продають свою ферму та переїжджають до Берр-Оуку в 1876 році. По дорозі до Берр-Оуку Інґлзи зупиняються в дядька та тітки Лори, Пітера та Елізи. Там помирає єдиний син Інґлзів, Фредді, якому було 9 місяців. В Берр-Оуці Інґлзи у партнерстві із Стедменами заснували готель, який назвали Masters Hotel, на честь попереднього власника. В готелі Лора та Мері допомагали батькам в обслуговуванні гостей. Крім того, сестри відвідували місцеву школу.
Через рік Інґлзи вирішують повернутись до Волнат-Грову і знов спробувати себе в фермерстві. Там Лора із своїми сестрами продовжує навчання в місцевій школі. Влітку 1878 року Лора працювала в місцевому готелі. ЇЇ батько придбав землю неподалік від готелю і якийсь час тримав м'ясну лавку в місті. Весною 1879 року несподівано захворіла Мері, вона страждала на головний біль та високу температуру, і почала сліпнути. Лікарі казали, що вона перенесла інсульт, і в неї були пошкоджені окові нерви. Відповідальність за догляд за дівчиною лягла на Лору. До Волнат-Грову приїжджає сестра Чарльза та пропонує йому працювати на її чоловіка, який займався будівництвом доріг. Чарльз погоджується, продає своє майно у Волнат-Грові та Інґлзи переїжджають до місцевості, де будувалась залізниця, що стане містечком  Ді-Смет в Південній Дакоті.
В Ді-Сметі Чарльз працював на залізниці обліковцем, а взимку наглядав за обладнанням залізничної компанії. Пізніше Чарльз придбав землю, а також збудував дім в Ді-Сметі. Лора почала відвідувати місцеву школу. В 1882 році Лора починає працювати, допомагаючи шити сорочки на продаж місцевому продавцю. Того ж року Лора отримала сертифікат на вчителювання та на два місяці їде працювати вчителям в сім'ю, що жила в 12 милях від міста. Лора залишалась там протягом п'яти днів, а по п'ятницях її відвозив до міста Альманцо Вайлдер, її майбутній чоловік. Альманцо хотів бути фермером і приїхав до Дакоти за землею. Його сім'я жила в Міннесоті. В 1883 році Лора повертається до міста і до школи, а також продовжує працювати швачкою. В 1884 році Лора продовжувала поєднувати роботу швачки з вчителюванням.

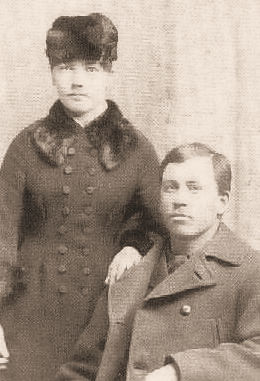
Лора та Альманцо Вайлдери в 1885 році

В 1885 році вона вийшла заміж за Альманцо. В 1886 році в Лори та Альманцо народжується дочка Роуз. В 1888 році вони захворіли на дифтерію, за ними доглядав брат Альманцо, а дочка Роуз залишались в батьків Лори. Не дивлячись на рекомендації лікарів, Альманцо почав працювати на фермі, і в нього стався інсульт, він не міг ходити, в нього частково паралізувало ноги. В 1889 році Лора народила сина, який помер через дванадцять днів. В тому ж році згорів їхній з Альманцо будинок.
В 1890 році Вайлдери вирушили до Спрінг-Веллі в Міннесоті, до сім'ї Альманцо. Там, на фермі Альманцового батька, вони провели півтора роки. В жовтні 1891 роки Вайлдери, вирішивши спробувати зайнятись фермерством на півдні, вирушають до Флориди. У Флориді Вайлдери провели 10 місяців і в 1892 році повертаються до Ді-Смету.
В 1894 році, отримавши позитивні вигуки від знайомих про життя в Озарку, Вайлдери переїжджають до Мансфілда, Міссурі. Там Вайлдери купують ферму, яку назвали Рокі-Рідж-Фарм (англ. Rocky Ridge Farm), де вони житимуть до кінця життя. Вайлдери працюють на фермі, та в готелі в Мансфілді. Їхня дочка Роуз відвідує школу в Мансфілді, а в 1904 році переїжджає до Кровлі, в Луїзіані, щоб продовжити своє навчання.
У 1911 році Лора починає писати для сільської газети Missouri Ruralist на теми сільського життя.  В газеті в Лори була своя колонка до 1924 року. Крім того, Лора після Першої світової війни працювала місцевим секретарем національного кредитного об'єднання, яке виділяло федеральні кошти фермерам, і головою окружного комітету Демократичної партії.
Під час біржового краху 1929 року Вайлдери втратили свої накопичення і в значній мірі залежали від Роуз, яка вже була досить відомою письменницею та журналісткою. Роуз запропонувала матері поліпшити свій письменницький стиль та написати книжки про свої дитячі спогади. Так з'явилась серія книжок «Маленький будиночок у преріях», яка зробила Лору знаменитою письменницею.
Доходи від книжок дозволили Лорі та Альманцо безтурботно жити на своїй фермі в Міссурі. В 1949 році Альманцо помер. Лора померла 10 лютого 1957 року в віці 90 років.

## Літературна діяльність
В 1911 році Лора починає писати для сільської газети Missouri Ruralist, де вона підписувалась Е.Дж. Вайлдер. Спочатку Лора небагато писала в газету: в 1913 — три статті, в 1914 — дві статті. Однак вже з 1916 кількість її статей в газеті збільшується. З 1922 року в неї була своя колонка під назвою «Як думає жінка-фермер» (англ. As a Farm Woman Thinks). Вона писала на різні теми: про свій дім, сусідів, іноді про своє дитинство дівчини з сім'ї піонерів. Вона висловлювалась з різних питань щодо домогосподарства, шлюбу, сільського господарства, сільського життя, і, рідше, політики та патріотизму. Джон Кейс, видавник газети, цінував Лору як автора та редактора, та казав, що вона добре писала про фермерів, оскільки знала їх та їхнє життя. Стівен Гайнз зібрав статті Лори, і в 2013 році вийшов збірник її статей з Missouri Ruralist під назвою «Лора Інґлз Вайлдер журналіст-фермер: тексти з Озарку» (англ. Laura Ingalls Wilder, Farm Journalist: Writings from the Ozarks).
В 1930 році Лора починає працювати над власною автобіографією, робоча назва якої була «Дівчина-піонер». Ця автобіографія являла собою мемуари для дорослих читачів. Роуз запропонувала матері переробити мемуари на художній твір так, щоб його легше було продати видавництвам, і сама допомагала Лорі з редагуванням. Роуз послала проект нарисів під назвою «Коли бабуся була маленькою дівчиною» видавництву Knopf, яке спочатку зацікавилось нарисами, однак запропонувало, щоб вони були перероблені з прицілом на дитячу аудиторію. Роуз та Лора працювали над відповідним редагуванням, але Knopf відмовився видавати нариси. Тоді Роуз послала твір до видавництва Harper & Brothers, яке його опублікувало під назвою «Маленький будиночок у великому лісі» (англ. Little House in the Big Woods). Книга одразу мала як літературний, так і комерційний успіх.
Натхнена успіхом першої книги, Лора одразу ж замислилась над написанням ще принаймні двох книжок. Так з'явились «Хлопчик з ферми» (англ. Farmer Boy), дитячий роман про дитинство Альманцо в штаті Нью-Йорк, та «Маленький будиночок у преріях» (англ. Little House on the Prairie), що став найбільшим бестселером книжкової серії, та розповідав про життя Інґлзів в Канзасі. В 1937 році опублікована книга «На берегах Плам-Кріку» (англ. On the Banks of Plum Creek the Banks of Plum Creek) про життя Інґлзів на фермі в Міннесоті. В 1939 році виходить дитячий роман «На берегах Срібного озера» (англ. By the Shores of Silver Lake) про першу зиму Інґлзів в Дакоті. В 1940 та 1941 роках виходять «Довга зима» (англ. The Long Winter), де розповідається про життя Інґлзів в Дакоті під час хуртовин, та «Маленьке містечко у преріях» (англ. Little Town on the Prairie) про життя в Ді-Сметі. В 1943 році виходить остання за життя Лори книжка серії «Ці щасливі золоті роки» (англ. These Happy Golden Years) про життя Лори в Ді-Сметі, вчителювання та стосунки з Альманцо.
Роуз допомагала матері із редагуванням і через це в колах літературних дослідників точаться дискусії про справжнє авторство серії книг. Холц вважає Роуз гострайтером серії. Міллер пише, що твори «Маленький будиночок у великому лісі» та «Ці щасливі золоті роки» найменше редагувались Роуз, в той час як книги «Довга зима» та «Маленьке містечко у преріях» зазнали найбільшого редагування з її боку. При цьому Міллер вказує на те, що ідея основного сюжету книг належить Лорі. Кетчам, визнаючи роль Роуз в написанні серії «Маленький будиночок у преріях», вказує на те, що не дивлячись на плідне співробітництво матері та доньки, в кожної був свій власний окремий стиль. За її словами, в той час як Роуз шукала структуру твору, Лора зосереджувалась на предметі твору.
Серія «Маленький будиночок у преріях» мала великий успіх в 1930 та 1940-х роках.  В 1970-х та 1980-х роках в серії з'явились додаткові читачі завдяки телесеріалу «Маленький будиночок в прерії», знятому за мотивами книжкової серії. Книги з серії «Маленький будиночок у преріях» були перекладені на більше ніж 40 мов. Книги із серії «Маленький будиночок у преріях» стали частиною навчальних програм в багатьох школах США. Однак, як пише Феллман, в 2000-х роках завдяки змінам в навчальних планах, в індустрії видавництва навчальних посібників та в законодавстві книги Вайлдер стали «менш всюдисущими» в державних школах. Феллман вважає, що книжки Лори Вайлдер заохочують до негативного ставлення до уряду, державного регулювання та програм соціальної підтримки, і, таким чином, приховують в собі консервативні меседжі, адресовані молодим читачам. На це Кетчам відповідає, що хоча книги Вайлдер відображають її власні погляди, вони не є маніфестом.

## Твори Вайлдер

### Серія «Маленький будиночок у преріях»
- «Маленький будиночок у великому лісі» (англ. Little House in the Big Woods; 1932).
- «Хлопчик з ферми» (англ. Farmer Boy; 1933).
- «Маленький будиночок у преріях» (англ. Little House on the Prairie; 1935).
- «На берегах Плам-Кріку» (англ. On the Banks of Plum Creek; 1937).
- «На берегах Срібного озера» (англ. By the Shores of Silver Lake;1939).
- «Довга зима» (англ. The Long Winter; 1940).
- «Маленьке містечко у преріях» (англ. Little Town on the Prairie;1941).
- «Ці щасливі золоті роки» (англ. These Happy Golden Years; 1943).

### Інші твори
- «На шляху додому» (англ. On the Way Home; 1962, опубліковано посмертно) — щоденник переїзду Вайлдерів з Ді-Смета до Мансфілда редагований і доповнений Роуз Вайлдер Лейн.
- «Перші чотири роки» (англ. The First Four Years; 1971, опубліковано посмертно) — загалом вважається дев'ятою книжкою із серії «Маленький будиночок в преріях».
- «На захід від дому» (англ. West from Home; 1974, опубліковано посмертно), ред. Роджер Лі МакБрайд — листи Вайлдер до Альманцо під час візиту до своєї доньки Роуз Вайлдер Лейн у 1915 році в Сан-Франциско.

## Вшанування пам'яті
У містах, пов'язаних з життям Лори Вайлдер, є присвячені їй музеї: Музей-будинок Лори Інґлз Вайлдер в Мансфілді, Міссурі; Музей Лори Інґлз Вайлдер в Пепіні, Вісконсин; Музей Лори Інґлз Вайлдер у Волнат-Грові, Міннесота; Музей та історичний будинок меморіального товариства Лори Інґлз Вайлдер в Ді-Сметі, Південна Дакота; Музей та парк ім. Лори Інґлз Вайлдер в Берр-Оук, Айова; Музей маленького будиночку у преріях в Індепенденсі, Канзас.
У 1954 році  Американська бібліотечна асоціація встановила літературну нагороду в сфері дитячої літератури — Медаль Лори  Інґлз Вайлдер (англ. Laura Ingalls Wilder Award). З 1960 по 1980 рік премія Вайлдер вручалася кожні п'ять років. З 1980 по 2001 рік вона вручалася кожні три роки. Починаючи з 2001 року, її вручають щоразу через два роки. В 2018 році нагорода була перейменована на Нагороду за спадщину в сфері дитячої літератури (англ. Children’s Literature Legacy Award) через те, що твори Вайлдер, відповідно до Американської бібліотечної асоціації, містять «стереотипові уявлення, несумісні з основними цінностями Американської бібліотечної асоціації». Відповідно до Associated Press, йдеться про зображення корінних народів США та афроамериканців в творах Лори Вайлдер.
У 1984 році Вайлдер стала лауреатом Зали слави жінок-ковбоїв.
У 1993 році в Залі знаменитих жителів Міссурі в Капітолії Міссурі встановлений бронзовий бюст, що зображує Лору Інґлз Вайлдер.
У 2015 році знято документальний фільм про письменницю під назвою «Маленький будиночок у преріях: Спадщина Лори Інґлз Вайлдер» (англ. Little House on the Prairie: The Legacy of Laura Ingalls Wilder).
Google Doodle вшанував 148-мий день народження Лори Інґлз Вайлдер у 2015 році.
На честь Лори Інґлз Вайлдер названий один із кратерів на Венері.